# Доменико Пулиго
Доменико Пулиго (1492—1527) — итальянский художник эпохи Ренессанса, работавший во Флоренции. Его настоящее имя — Доменико ди Бартоломмео Убальдини.

## Биография
Обучался у Ридольфо Гирландайо, писал в стиле, похожем на стиль его современника Андреа дель Сарто, чьим другом он являлся. Нарисовал алтарь «Видение святого Бернара», находящийся ныне в Галерее Уолтерса в Балтиморе. Также известен как отличный портретист. Упоминается в книге Вазари о биографиях итальянских живописцев. Его брат, Яконе Пулиго, также был живописцем.